# Sveti Ivan, Trst
Sveti Iván (italijansko San Giovanni) je del šeste tržaške četrti in nekdanja pretežno slovenska vas v bližini središča Trsta. 
Po pisatelju, ki je bil v vasi rojen, Vladimirju Bartolu je bila poimenovana Večstopenjska šola "Vladimir Bartol", v okviru katere je več šol s slovenščino kot učnim jezikom in sicer osnovna šola "Otona Župančiča – Sv. Ivan", nižja srednja šola "Sv. Ciril in Metod" in Pedagoški licej "Antona Martina Slomška". V četrti Sveti Ivan se nahajata tudi dve višji šoli s slovenskim učnim jezikom in sicer Znanstveni licej "France Prešeren" in Tehniški zavod "Žiga Zois".

## Osebnosti povezane s krajem
- Vladimir Bartol (1903-1967), pisatelj
- Marija Mijot (1902-1994), slovenska šivilja, ljudska pesnica in pisateljica
- Marica Nadlišek Bartol (1867-1940), pisateljica, urednica
- Antonija Čok (1897-1978), učiteljica, kulturna delavka
- Antonija Kolerič (1906-1990), slikarka, publicistka
- Karla Grmek (1864-1924), učiteljica, publicistka
- Ivan Daneu (1870-1932), učitelj, publicist
- Ferdo Kleinmayr (1881-1944), pedagog, publicist
- Slavoj Slavik (1896-1945), narodni delavec
- Karol Pahor (1896-1974), skladatelj, violinist
- Franco Basaglia (1924-1980), psihiater
- Danilo Sedmak (1937-2022), psiholog
- Miran Hrovatin (1949-1994), TV snemalec
- Sergio Canciani (1946-2022), novinar
- Samo Pahor (1939-2024), zgodovinar
- Evelina Umek (*1939), pisateljica